# موريس وايلز
موريس وايلز (بالإنجليزية: Maurice Wiles)‏ هو عالم عقيدة نيجيري، ولد في 17 أكتوبر 1923، وتوفي في 3 يونيو 2005.